# Estadio Brianteo
El Estadio Brianteo (en italiano: Stadio Brianteo) conocido por razones de patrocinio como U-Power Stadium, es un estadio de fútbol de Monza, Italia, que acoge los partidos como local del Associazione Calcio Monza. El aforo del estadio es de 18 568 asientos. También en este estadio se realizaron 2 de los conciertos que realizó Michael Jackson durante su Dangerous World Tour.
- Datos: Q1851616
- Multimedia: Stadio Brianteo / Q1851616